# Balindong
Balindong est une localité de la province de Lanao du Sud, aux Philippines. En 2015, elle compte 29 180 habitants.